# DB Inc.
DB Inc.는 DB그룹 계열의 IT서비스 및 무역 전문을 전문으로 하는 기업이다.

## 사업 영역
IT부문
IT서비스
- IT아웃소싱: 업무시스템 운영 및 유지보수, 데이터센터 운영, 네트워크 인프라 운영·관리, 재해복구/보안서비스, 컨설팅 등
- 시스템통합(SI): 금융·건설·제조·물류 등 사용자의 환경과 요구에 맞는 시스템 구축 및 개발, 운영, 유지보수 등 통합 서비스 제공
- 글로벌사업: 현지 환경에 적합한 IT전략 제안 및 시스템 구현 지원
- Convergence: ITS(Intelligent Transportation Systems), IBS(Intelligent Building Systems),홈네트워크 등 유비쿼터스 기술 개발

## 회사 소개
- 본사: 서울특별시 강남구 삼성로96길 23 (삼성동)
- 데이터센터: 경기도 용인시 수지구 디지털벨리로 61 (죽전동)
- 종업원수: 387명 (2015년)
- 매출: 2,037억원 (2015년)

## 연혁
- 1977.03.15 ㈜한농과 한국기술진흥㈜ 공동출자로 한정화학 설립
- 1995.05 동부그룹으로 편입
- 1997.03 '주식회사 한정화학'에서 '동부정밀화학 주식회사' 로 상호 변경
- 1998.01.01 동부정밀화학㈜가 한농포리머를 흡수합병
- 1998.12.04 유니코화학 지분매각 (처분가액: 1,800백만원)
- 2010.08.01 작물보호/바이오사업부문 물적분할
- 2010.11 동부정밀화학㈜가 동부씨엔아이㈜를 흡수합병. '동부정밀화학 주식회사'에서 '동부씨엔아이 주식회사' 로 상호 변경
- 2015.03 '동부씨엔아이 주식회사'에서 '주식회사 동부'로 상호 변경
- 2017.11 '주식회사 동부'에서 '주식회사 디비아이엔씨'로 상호 변경[1]